# ستيفن بيت (دراج)
ستيفن بيت (بالإنجليزية: Stephen Bate)‏ هو دراج بريطاني، ولد في 24 أغسطس 1977 في نيوزيلندا.